# St. Ludgerus (Werden)

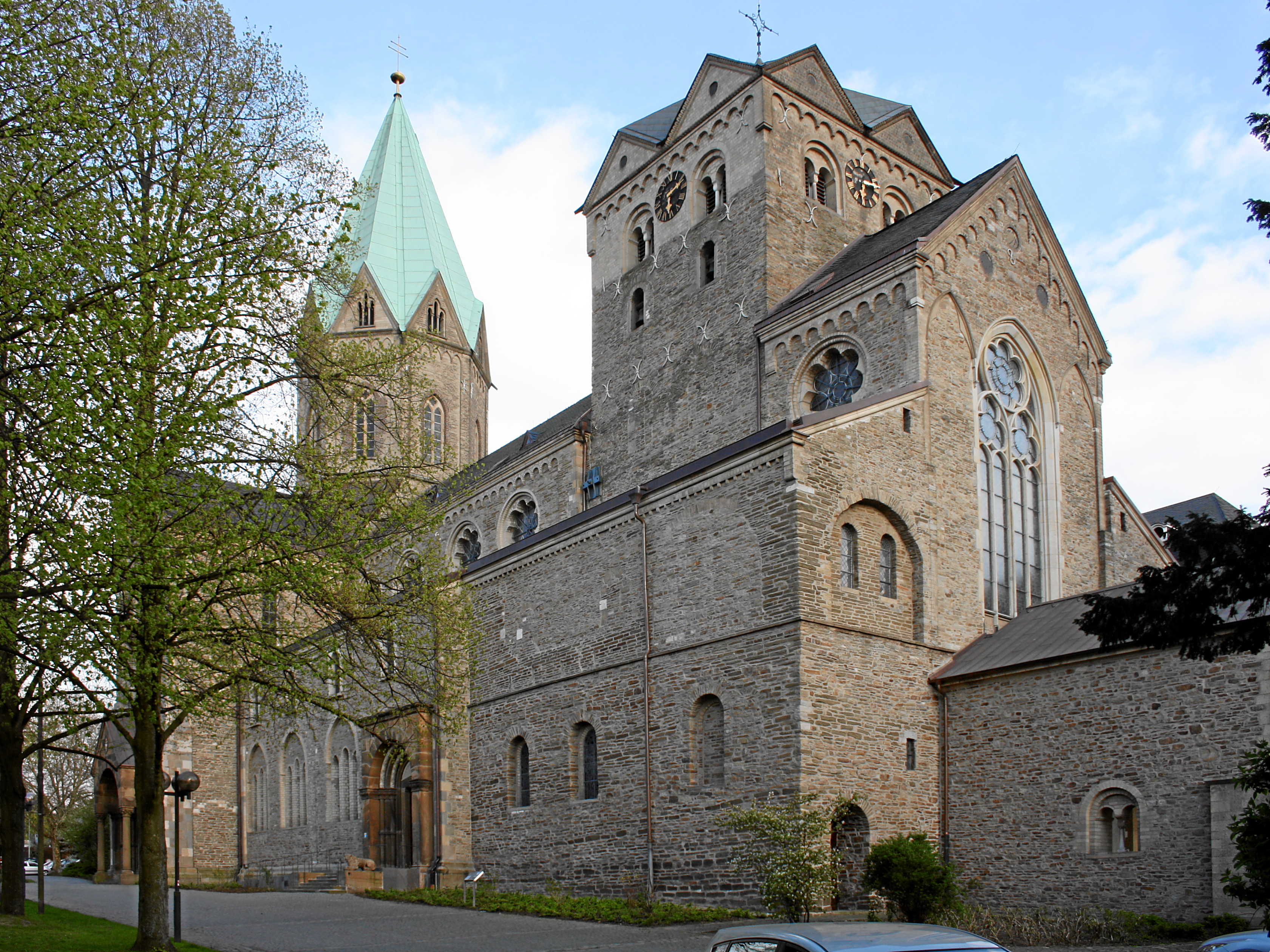
St. Ludgerus von Nordwesten. Im Vordergrund die ehemalige St.-Petrus-Kirche, dahinter Langhaus und Vierungsturm der Ludgeruskirche

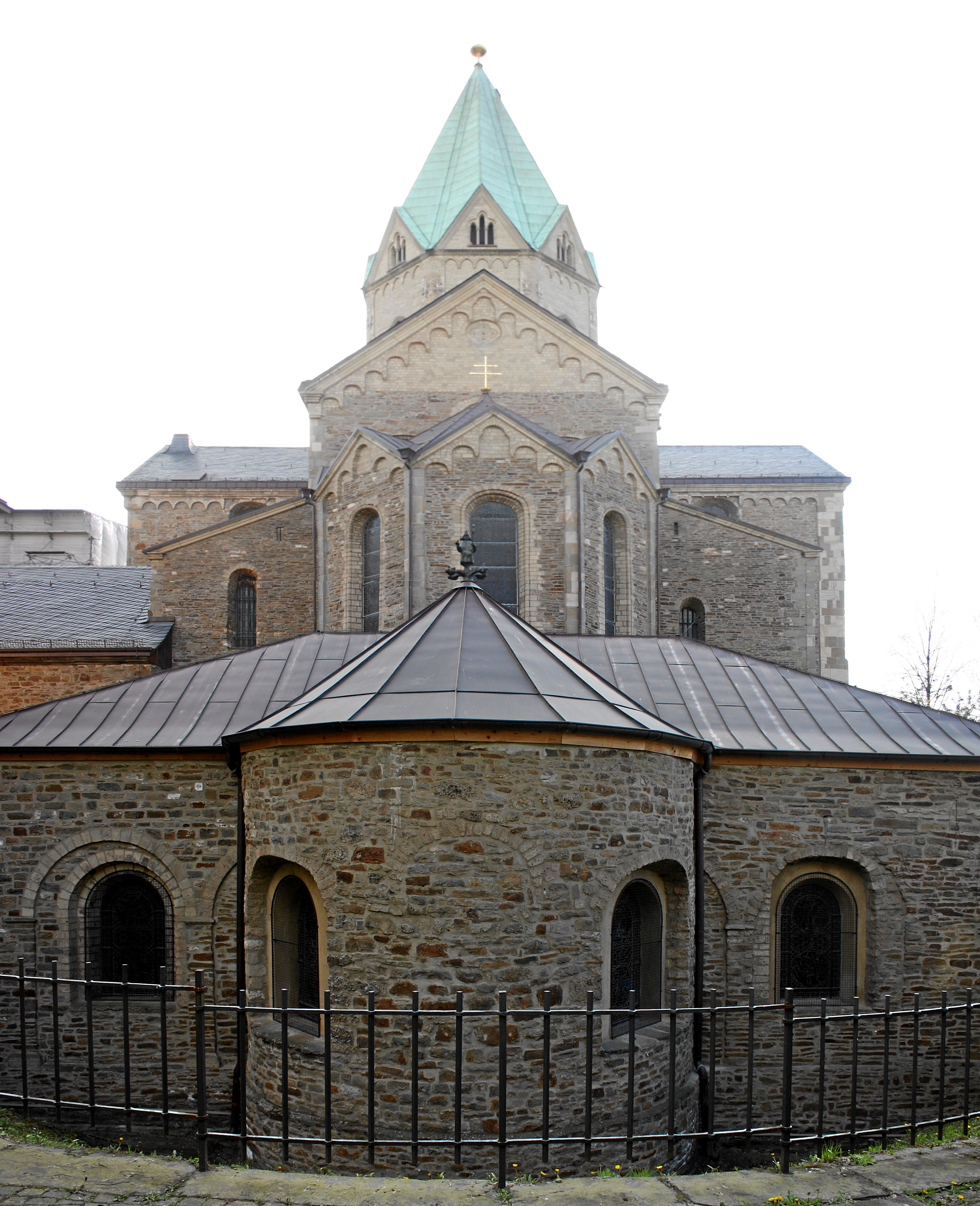
Ansicht von Osten

Die St.-Ludgerus-Kirche in Essen-Werden gilt als einer der bedeutendsten spätromanischen Kirchenbauten im Rheinland. Sie entstand zu Beginn des 9. Jahrhunderts als Abteikirche des Benediktinerklosters Werden und wurde im 13. Jahrhundert im rheinischen Übergangsstil umgestaltet. Außerhalb des eigentlichen Kirchengebäudes befindet sich die Krypta mit dem Schrein des heiligen Ludgerus. Seit Aufhebung der Abtei ist die St.-Ludgerus-Basilika katholische Pfarrkirche. Seit 1993 trägt sie den Titel einer Basilica minor.

## Baugeschichte

### Karolingisch-ottonische Zeit

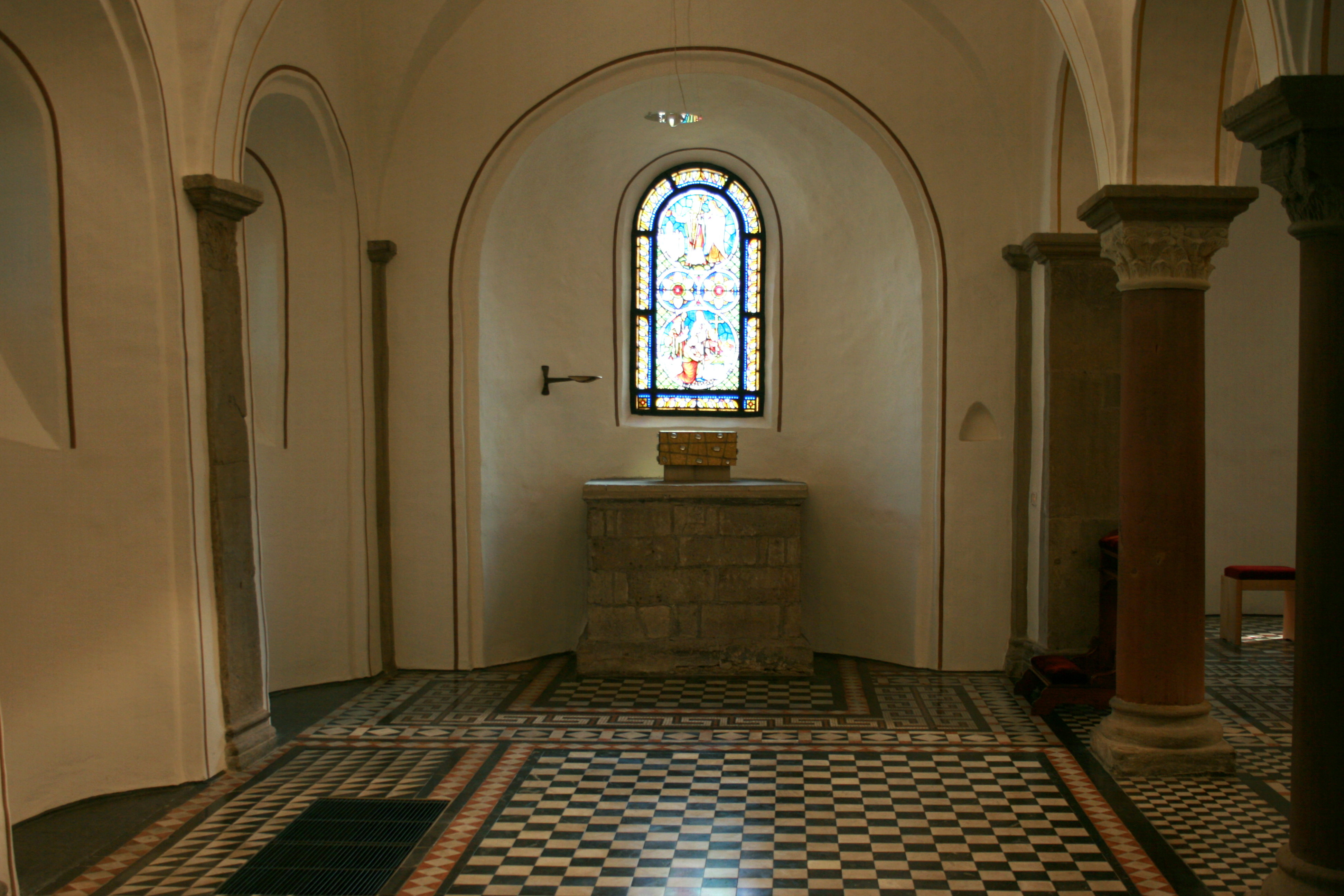
Krypta

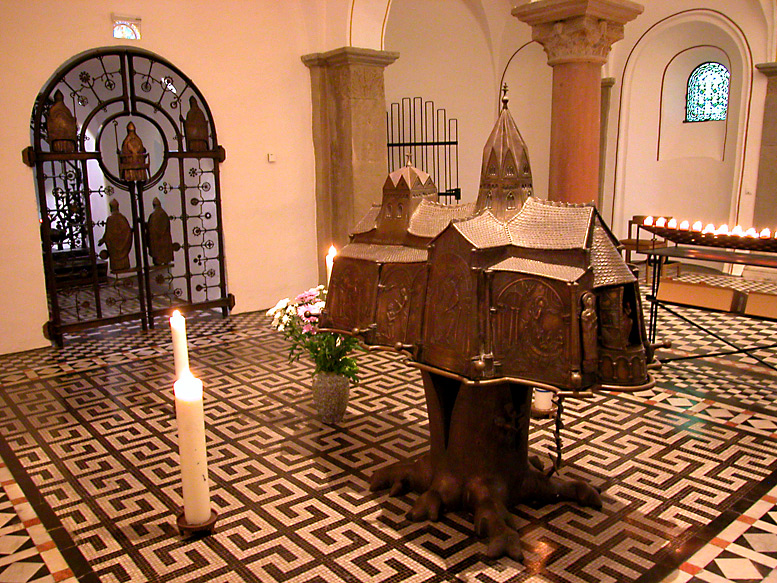
Ludgerusschrein

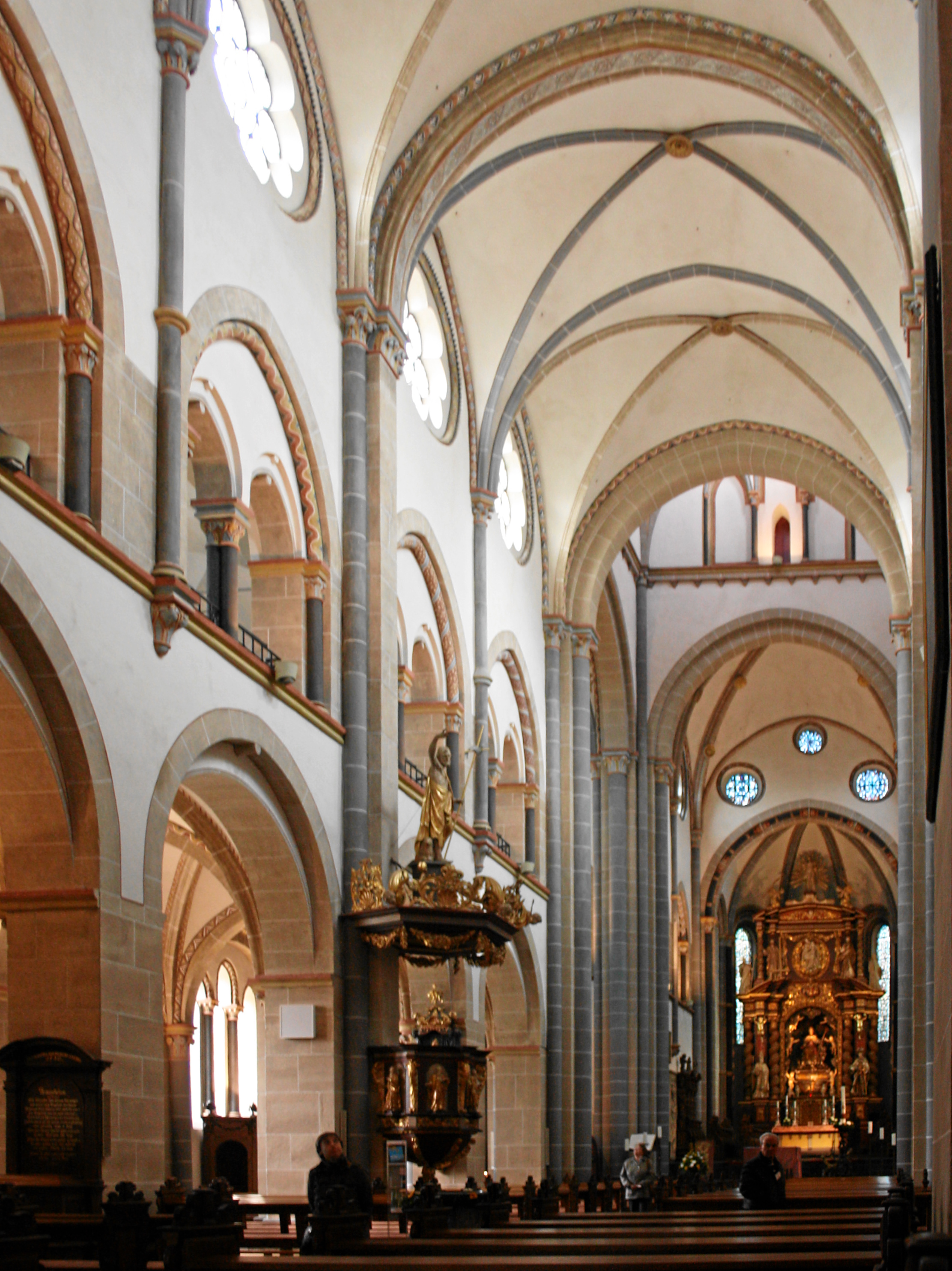
Blick in das Kirchenschiff auf den Hochaltar

Liudger, der 805 erster Bischof von Münster wurde, hatte zuvor die Abtei Werden gegründet. Zwischen 800 und 808 wurde der erste Kirchenbau errichtet. Diese zur Salvatorkirche geweihte Kirche war dreischiffig und etwa 30 m lang. Liudger bestimmte einen Platz vor dem Chor, außerhalb der Kirche, in der Nähe eines Baums („locus arboris“) als seine künftige Grabstätte. Dort wurde er auch 809 bestattet. Teile der Grabkammer sind noch vorhanden.
Die Baugeschichte der folgenden Zeit konnten auch Ausgrabungen in den 1970er Jahren nicht genau rekonstruieren. Wahrscheinlich hat Abt Altfried um 840 mit dem 875 geweihten Neubau begonnen. Dabei wurde das Grab Liudgers mit einbezogen und ausgestaltet. Die Ringkrypta, um 830/840 erbaut, besteht noch heute. Sie ist die älteste erhaltene ihrer Art im nördlichen Deutschland. An diese schloss sich eine Außenkrypta an. Weitere Veränderungen des karolingischen Baus fanden in ottonischer Zeit statt.
Vor 843 wurde neben der Abteikirche eine kleine Kirche erbaut, die um 1760 abgebrochen wurde. Über ihre Geschichte ist kaum etwas bekannt.
Die Abteikirche diente zunächst auch als Pfarrkirche. Zu Beginn des 10. Jahrhunderts wurde unmittelbar westlich an die bestehende Abteikirche eine Eigenkirche als Pfarrkirche angebaut. Diese ursprünglich als Zentralbau ausgeführte Kirche wurde 943 als Marienkirche (turrim sanctae Mariae) geweiht. Neben den Pfarrgottesdiensten fanden dort auch die Sitzungen des Sendgerichts statt. Diesem Gebäudeteil in Form eines Westwerks vorgelagert war eine Vorhalle („Paradies“), die im 11./12. Jahrhundert hinzugefügt wurde. Teile davon sind noch vorhanden. Dort fand das Sendgericht seinen Platz und sie diente auch für andere eher weltliche Angelegenheiten. Die Pfarrkirche wechselte im 14. Jahrhundert das Patrozinium und ist seither dem Apostel Petrus geweiht. Das Westwerk entsprach im Grundsatz dem von Corvey. Der Bau in Werden wurde seinerseits Vorbild für St. Pantaleon in Köln.
Die Außenkrypta der Abteikirche wurde unter Abt Gero abgebrochen und neu errichtet. In der Krypta sind die Liudgeriden Hildegrim, Gerfried, Thiatgrim und Altfried bestattet. Der Neubau wurde von Erzbischof Anno II. 1059 geweiht. Bei der Krypta handelt es sich um eine freistehende dreischiffige neunjochige Gewölbehalle mit romanischem Kreuzgewölbe. Bemerkenswert sind die reich ornamentierten Kapitelle. Die Krypta stürzte kurz nach dem Bauabschluss ein und wurde danach erneuert. Weitere Restaurierungen folgten im 18. und 19. Jahrhundert. Die Krypta wurde 1984 und 2016 erneut umgestaltet.
Nach der Säkularisation zu Beginn des 19. Jahrhunderts wurde die Kirche gänzlich Pfarrkirche. Ihr Hauptpastor, Pastor Primarius cum juristdictione quasi episcopali, wurde der ehemalige Kanzleipräsident der Abtei Werden Theodor van Gülpen. Die Kirche ist ein Patronatsbau des Landes Nordrhein-Westfalen. Die Baulastverpflichtungen des Landes liegen bei hundert Prozent. Im Jahr 1960 wurde St. Ludgerus Propsteikirche. Papst Johannes Paul II. erhob sie 1993 zur Basilica minor.

### Spätromanischer Bau

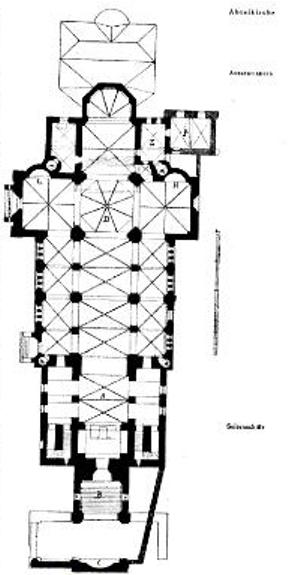
Grundriss

Wohl schon um 1230, und nicht erst nach dem Brand von 1256, wurde die frühromanische Kirche grundlegend als dreischiffige Emporenbasilika mit einem östlichen Querschiff und einem polygonalen Chor mit sechsteiligem Kreuzrippengewölbe im spätromanischen Stil umgestaltet. Eines der maßgebenden Vorbilder war St. Quirin in Neuss. Im Jahr 1256 zerstörte ein Brand die Klosteranlage und beschädigte auch die vermutlich bereits fertiggestellte, aber noch nicht geweihte Abteikirche. Diese wurde daraufhin mit gotischen Kreuzrippengewölben und einem Maßwerkfenster im Westen wiederhergestellt und 1275 von Albertus Magnus geweiht. Günter Bandmann hatte diese Jahreszahlen noch auf den spätromanischen Kirchenbau bezogen, der damit, 8 Jahre nach dem Baubeginn des hochgotischen Kölner Doms, geradezu zum Ausdruck einer Verweigerungshaltung gegenüber dem neuen gotischen Baustil geworden wäre.
Prägend ist der große, als achtseitiger Laternenturm ausgeführte Vierungsturm, der sich auch bei einigen wenigen anderen rheinischen Kirchenbauten der Spätromanik findet. Der Turm stand am Übergang zur Gotik und prägt – zusammen mit der turmartigen Marienkirche – den äußeren Gesamteindruck.
Die Breite des Langhauses entspricht dem Vorgängerbau, die Seitenschiffe wurden etwas verbreitert, und der Innenraum mit Kreuzrippengewölbe wurde somit von zwei auf vier Joche verlängert. In das Mittelschiff einbezogen wurde das Mittelschiff der Peterskirche. Insgesamt hat das Mittelschiff der beiden vereinigten Kirchen nunmehr sieben Joche. Die Seitenschiffe des Mittelschiffs und des Chores im Bereich der früheren Abteikirche sind zweigeschossig. Das Emporengeschoss zeigt Blendarkaden mit Spitzbögen. Im Mittelschiff existieren als Obergadenbeleuchtung Rosettenfenster.

### Spätere Veränderungen

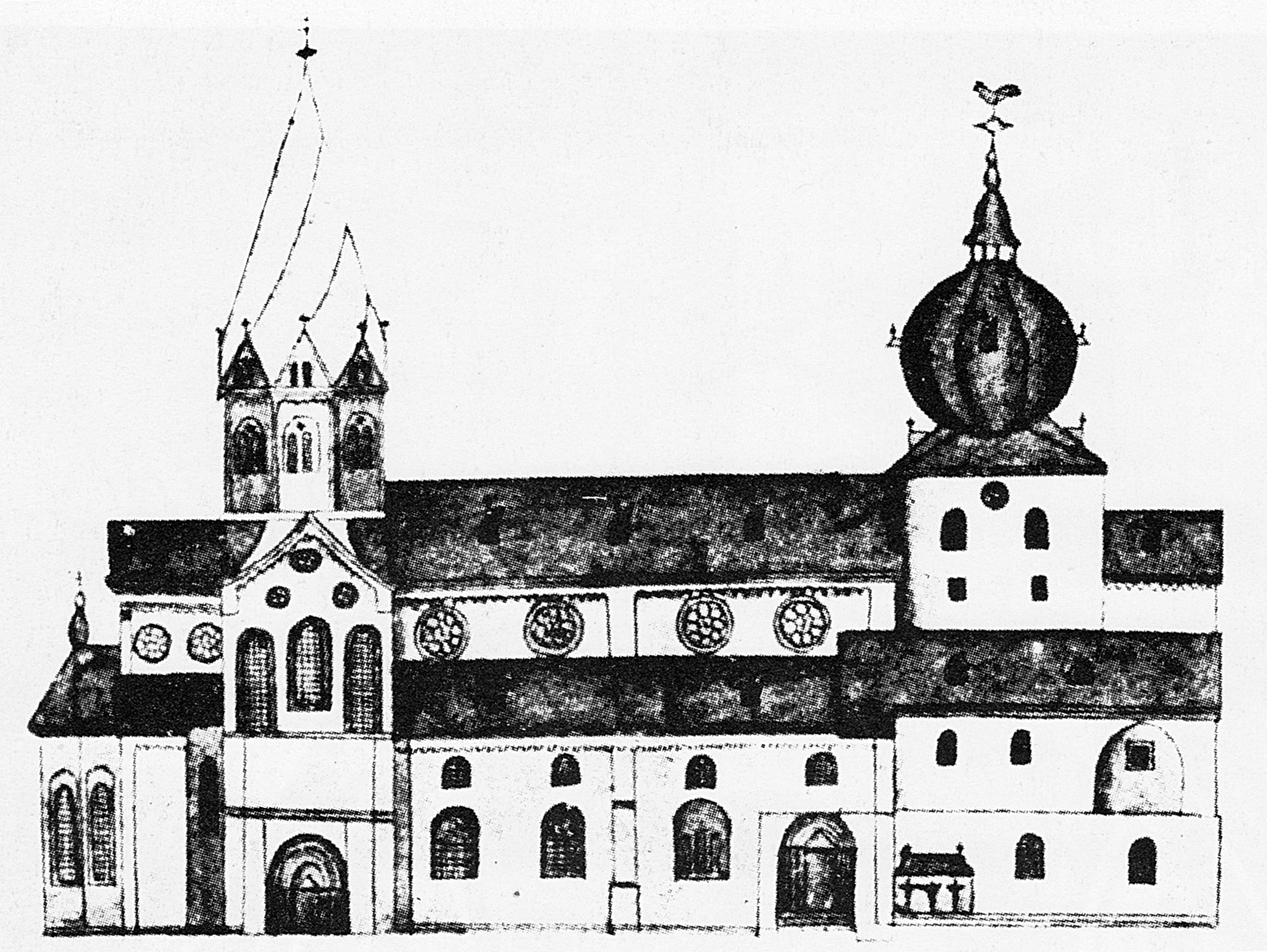
Bauzustand um 1800

In den folgenden Jahrhunderten änderte sich nichts Wesentliches am Bau und den Klosterbauten insgesamt. Ein Winkelraum im südlichen Querflügel aus dem 15. Jahrhundert sollte eine direkte Verbindung zwischen dem Altarraum der Kirche und der Abtei ermöglichen.
Erst als die Abtei im 18. Jahrhundert wieder wohlhabend wurde, kam es zu nennenswerten baulichen Veränderungen. Aus dieser Zeit stammt das repräsentative Abteigebäude. Die Abteikirche wurde im Inneren durch einen neuen Hochaltar, Chorgestühl und Seitenaltäre barock ausgestattet. Die Türme der Kirche erhielten barocke Hauben. Die bislang kleinen Emporenfenster wurden vergrößert. Im Westwerk wurde der Fußboden erhöht. An der Ostseite wurde eine halbrunde Apsis angebaut. Das Paradies wurde bis auf ein Joch abgebrochen.
In den 1840er/50er Jahren kam es aus statischen Gründen zu Sicherungsmaßnahmen. Eingreifende Restaurierungen bzw. Umgestaltungen erfolgten in der Zeit zwischen 1884 und 1898. Die Fenster des Westwerkes wurden nach Vorbild des Langhauses umgestaltet und die unteren Fenster des Westwerkes zugemauert. Der Turm der ehemaligen Peterskirche wurde um ein Geschoss erhöht, um dort Glocken unterbringen zu können. An die Stelle der barocken Haube trat ein Faltdach. Die Seitenschiffe der Peterskirche wurden mit denen der Abteikirche auf eine Höhe gebracht. Die westlichen Portale wurden erneuert. Die nördlichen Portale wurden neoromanisch erneuert. Auch der Vierungsturm verlor sein barockes Dach.

## Ausstattung
Zur Ausstattung gehören Reste von Wandmalereien in Seitenräumen des Westwerkes aus dem 10. Jahrhundert. Ein Löwenfries stammt aus der Zeit um 1060. Ein Portallöwe des Nordportals wurde um 1200 geschaffen. Aus dem 14. Jahrhundert stammt eine Muttergottesfigur aus Holz im nördlichen Querhausarm. Ein Vesperbild im Westwerk wird auf Anfang des 16. Jahrhunderts datiert. Hochaltar, Seitenaltäre, Kanzel und Chorgestühl stammen aus dem Barock. In der Kirche befinden sich aus unterschiedlichen Jahrhunderten die Grabmäler der Äbte.
Der eigentliche Kirchenschatz ist in einem eigenen Museum untergebracht, der Schatzkammer St. Ludgerus. In der Sammlung befinden sich etwa 90 Kunstwerke. Darunter ist auch das Werdener Kruzifix. Eine Elfenbeinpyxis stammt aus dem 5./6. Jahrhundert. Sie zeigt die weltweit älteste Darstellung der Geburt Jesu.

### Orgel

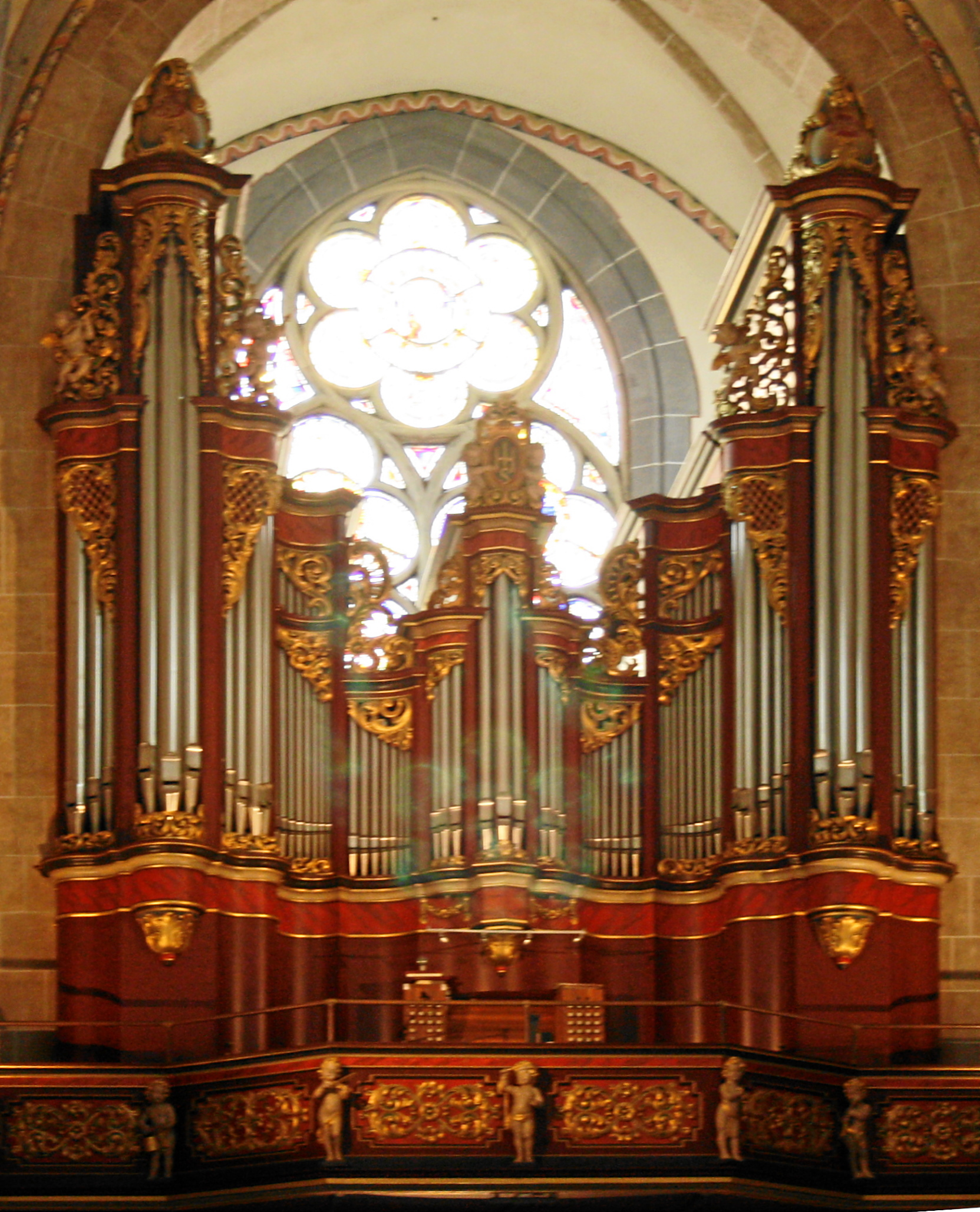
Moderne Klais-Orgel im neubarocken Orgelprospekt

Die Kirche erhielt 1983 eine Orgel von der Orgelbaufirma Klais aus Bonn. Dabei wurde der neobarocke Orgelprospekt beibehalten und teilweise im alten Stil erweitert. Das Instrument hat 50 Register auf drei Manualwerken und Pedal. Die Spieltrakturen sind mechanisch, die Registertrakturen sind elektrisch.
| I Hauptwerk C–a3 |       |
| Praestant        | 16′   |
| Principal        | 8′    |
| Offenflöte       | 8′    |
| Gamba            | 8′    |
| Octave           | 4′    |
| Rohrgedackt      | 4′    |
| Quinte           | 2 ⁄3′ |
| Octave           | 2′    |
| Waldflöte        | 2′    |
| Cornet V         | 8′    |
| Mixtur VI        | 2′    |
| Trompete         | 16′   |
| Trompete         | 8′    |

| II Positiv C–a3 |       |
| Bourdon         | 16′   |
| Principal       | 8′    |
| Gedackt         | 8′    |
| Quintadena      | 8′    |
| Octave          | 4′    |
| Blockflöte      | 4′    |
| Octave          | 2′    |
| Quinte          | 1 ⁄3′ |
| Octave          | 1′    |
| Sesquialter II  | 2 ⁄3′ |
| Scharff IV      | 1′    |
| Cromorne        | 8′    |
| Vox humana      | 8′    |
| Tremulant       |       |

| III Schwellwerk C–a3 |        |
| Salicional           | 16′    |
| Principal            | 8′     |
| Rohrflöte            | 8′     |
| Viola                | 8′     |
| Voix céleste         | 8′     |
| Octave               | 4′     |
| Flûte traversière    | 4′     |
| Nasard               | 2 ⁄3′  |
| Octavin              | 2′     |
| Terzflöte            | 1 3⁄5′ |
| Plein jeu VI         | 2 ⁄3′  |
| Fagott               | 16′    |
| Trompette harmonique | 8′     |
| Hautbois             | 8′     |
| Clairon              | 4′     |
| Tremulant            |        |

| Pedalwerk C–f1 |     |
| Untersatz      | 32′ |
| Principal      | 16′ |
| Subbass        | 16′ |
| Octave         | 8′  |
| Gemshorn       | 8′  |
| Octave         | 4′  |
| Hintersatz V   | 4′  |
| Posaune        | 16′ |
| Trompete       | 8′  |

- Koppeln: II/I, III/I, III/II, I/P, II/P, III/P

### Glocken
Von den alten, teils mittelalterlichen Glocken der Abtei sind heute nur noch die beiden Uhrenglocken aus den Jahren 1531 und 1574 vorhanden. Zwei Glocken aus den Jahren 1500 und 1643 wurden während des Zweiten Weltkriegs beschädigt und waren danach nicht mehr benutzbar. Sie befinden sich im Diözesanmuseum in Köln.
Die Läuteglocken heute stammen alle von der renommierten Glockengießerei Otto aus Hemelingen/Bremen. Im Jahr 1909 goss Otto sechs Bronzeglocken für die Ludgerus-Kirche mit der Disposition: c' – d' – f' – g' – a' – b'. Bis auf die d'-Glocke haben alle die Glockenzerstörungen der beiden Weltkriege überstanden. Die d'-Glocke wurde von Otto im Jahr 1954 neu gegossen. Die Glocken haben folgende Durchmesser: 1620 mm, 1440 mm, 1200 mm, 1070 mm, 960 mm, 900 mm und wiegen: 2800 kg, 1950 kg, 1150 kg, 842 kg, 576 kg, 488 kg.